# Margaropus reidi
Margaropus reidi är en fästingart som beskrevs av Harry Hoogstraal 1956. Margaropus reidi ingår i släktet Margaropus och familjen hårda fästingar. Inga underarter finns listade i Catalogue of Life.